# Lucky Star (singel)
Lucky Star – utwór muzyczny amerykańskiej piosenkarki popowej Madonny, pochodzący z jej debiutanckiego albumu studyjnego Madonna z 1983 roku. 9 września 1983 roku został wydany przez wytwórnię Sire Records na czwartym promującym go singlu. Utwór został napisany przez samą Madonnę z myślą o Marku Kaminsie. W ten sposób Madonna chciała podziękować mu za ogromny wkład w rozwój jej kariery.

## Teledysk
Wideoklip wyreżyserowany przez Arthura Piersona ukazuje estradową Madonnę. Piosenkarka tańczy na białym tle, ma na sobie używaną odzież, wyzywająco się porusza i odkrywa swój pępek. W wideoklipie jako tancerze wystąpili brat Madonny Christopher oraz jej przyjaciółka Erika Belle.

## Notowania
| Terytorium        | Notowanie                          | Pozycja |
| ----------------- | ---------------------------------- | ------- |
| Stany Zjednoczone | Billboard Hot 100                  | 4       |
| Stany Zjednoczone | Hot 100 Single Sales               | 6       |
| Stany Zjednoczone | Hot 100 Airplay                    | 3       |
| Stany Zjednoczone | Adult Contemporary                 | 19      |
| Stany Zjednoczone | Hot R&B/Hip Hop Singles and Tracks | 42      |
| Stany Zjednoczone | UK Singles                         | 14      |
| Australia         | nieznana                           | 36      |
| Kanada            | nieznana                           | 8       |
| Irlandia          | nieznana                           | 19      |